# Sindrom mijelodisplazije
Sindrom mijelodisplazije je naziv za skupinu klonalnih hematoloških poremećaja koji nastaje kao posljedica poremećaja u sazrijevanju krvotvorne matične stanice. Mijelodisplazije karakterizira hipercelularna ili hipocelularna koštana srž s poremećajem morfologije i sazrijevanja (dismijelopoeza) matične stanice mijeloidne linije, te citopenijom periferne krvi zbog neučinkovite proizvodnje stanica. 
Bolest nastaje kada zbog posljedica rasta klona poremećene matične stanice, dolazi do oslabljene funkcije i oslabljenog rasta (supresije) normalnih stanica. Zbog smanjenog broja stanica u perifernoj krvi (citopenija) kod oboljelih može doći do razvoja anemije, trombocitopenije ili neutropenije.
Podjela SZO, 2008.g. (postoje razlike u klasifikaciji sindroma između FAB i SZO-a):
- refraktorna anemija

- refraktorna anemija s prstenastima sideroblastima

- refraktorna citopenija s displazijom više krvotvornih loza

- refraktorna citopenija s displazijom više krvotvornih loza i prstenastim sideroblastima

- refraktorna anemija sa suviškom blasta 1

- refraktorna anemija sa suviškom blasta 2

- sindroma mijelodisplazije, neklasificirani

- sindroma mijelodisplazije s izoliranom del(5q)